# Ear (rune)
Pour les articles homonymes, voir EAR.
Cette page contient des caractères spéciaux ou non latins. S’ils s’affichent mal (▯, ?, etc.), consultez la page d’aide Unicode.
Ear (ᛠ) est une rune du futhorc, l'alphabet runique utilisé par les Anglo-Saxons. Elle est unique à cet alphabet : ni le vieux futhark, ni le futhark récent n'en possèdent d'équivalent. Elle transcrit la diphtongue ea.
Elle figure notamment sur le seax de Beagnoth.

## Poème runique
Le poème runique en vieil anglais décrit ainsi la rune ear :
| Poème runique | Traduction en français |
| --- | --- |
| ᛠ [ear] byþ egle eorla gehwylcun, ðonn[e] fæstlice flæsc onginneþ, hraw colian, hrusan ceosan blac to gebeddan; bleda gedreosaþ, wynna gewitaþ, wera geswicaþ. | La tombe est horrible pour chaque chevalier, quand le corps commence bientôt à refroidir et se voit déposé dans le sein de la sombre terre. La prospérité décline, le bonheur s'enfuit et les serments sont rompus. |